# Polycarpe Chabaille
Polycarpe Chabaille (* 1796 in Abbeville; † 14. Oktober 1863) war ein französischer Romanist und Mediävist.

## Leben und Werk
Chabaille war Drucker, Korrektor und Privatgelehrter. Er war Mitarbeiter des Journal des savants.

## Werke (Herausgeber)
- Le roman du Renart. Supplément, variantes et corrections, Paris 1835 (in Kindlers Literaturlexikon irrtümlich « P. Chabouille »).
- (mit Léon Dessalles) Mystère de saint Crespin et saint Crespinien, Paris 1836.
- Jean Froissart, Ci sensieut un trettie de moralite qui sappelle le temple donnour, Paris 1845
- (mit François Guessard) Gaufrey. Chanson de geste, Paris 1859, Nendeln 1966 (Les anciens poètes de la France 3, http://www.arlima.net/eh/gaufrey.html).
- Brunetto Latini, Li livres dou tresor, Paris 1863.